# Tarasz Hrihorovics Sevcsenko

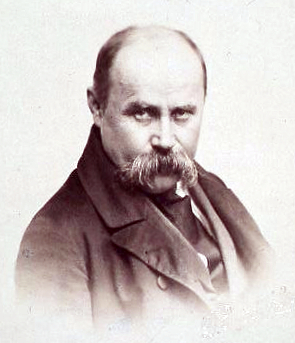
1858-ban

Tarasz Hrihorovics Sevcsenko (cirill betűkkel: Тарас Григорович Шевченко; Morinci, 1814. március 9. – Szentpétervár, 1861. március 10.) ukrán költő, prózaíró, festő, grafikus és humanista.

## Életpályája
A Kijevi kormányzóság Morinci falujában született, jobbágy szülőktől. 1832-ben Szentpétervárra került mesterséget tanulni, ahol kitűnvén szellemi képességeivel, Zsukovszkij, a költő és Brjullov festő közbenjárására felszabadították a jobbágyi rendből és 1838-ban felvették a festőakadémiába. A festészet mellett különös vonzalommal viseltetett a költészet iránt és szorgalommal művelte azt, egymásután írva bánatos, mélységes érzelmű költeményeket anyanyelvén, az ukrán nyelven. Kavkaz című költeménye miatt, melyben egy barátját énekli meg, akit szabad gondolkodása miatt a Kaukázusba számkivetettek, őt is ez a sors érte. 1847-ben internálták az Orenburgi kormányzóságba és csak 1857-ben kapta vissza szabadságát, különösen Tolsztoj grófnő közbenjárására. Visszatérve Szentpétervárra, betegeskedni kezdett és egészen haláláig nem állt helyre egészsége. Sevcsenko az ukránok legkiválóbb költője. Munkáiból sokat fordítottak idegen nyelvekre és összes műveit lefordították oroszra. Legkiválóbb gyűjteményes munkája: Kobzos (1840, új kiadás: Szentpétervár, 1889).

## Magyarul megjelent művei
- Kobzár. Taras Ševčenko válogatott versei; ford. Hidas Antal, bev. O. I. Kornyijcsuk; Ragyanszka Skola, Kijev–Uzsgorod, 1951
- Kobzos. Válogatott költemények; ford. Weöres Sándor; Új Magyar Kiadó, Bp., 1953
- Kobzos; bev. Képes Géza; Európa, Bp., 1961 (A világirodalom klasszikusai)
- Tarasz Sevcsenko versei; vál. Misley Pál, ford. Anka János et al.; Európa, Bp., 1984 (Lyra mundi)
- Apácahimnusz; vál. Misley Pál, ford. Csorba Győző et al., ill. a szerző; Európa–Kárpáti, Bp.–Uzsgorod, 1989
- Kobzos. Válogatott versek; Karpati, Ungvár, 2005
- Kobzos. Válogatott költemények / T. Sevcsenko ; ukránból ford. S. Weöres ; ill. Á. I. Magyar. – Kijev, 2006. – 399 о. : ill.

## A képzőművész
Mintegy 850 művét őrizték meg, további mintegy 250 alkotás tűnt el, további 250 festményt és rajzot pedig neki tulajdonítanak. Festményeinek nagy része a Tarasz Sevcsenko Nemzeti Múzeumban és az Ukrán Nemzeti Tudományos Akadémián található Kijevben.

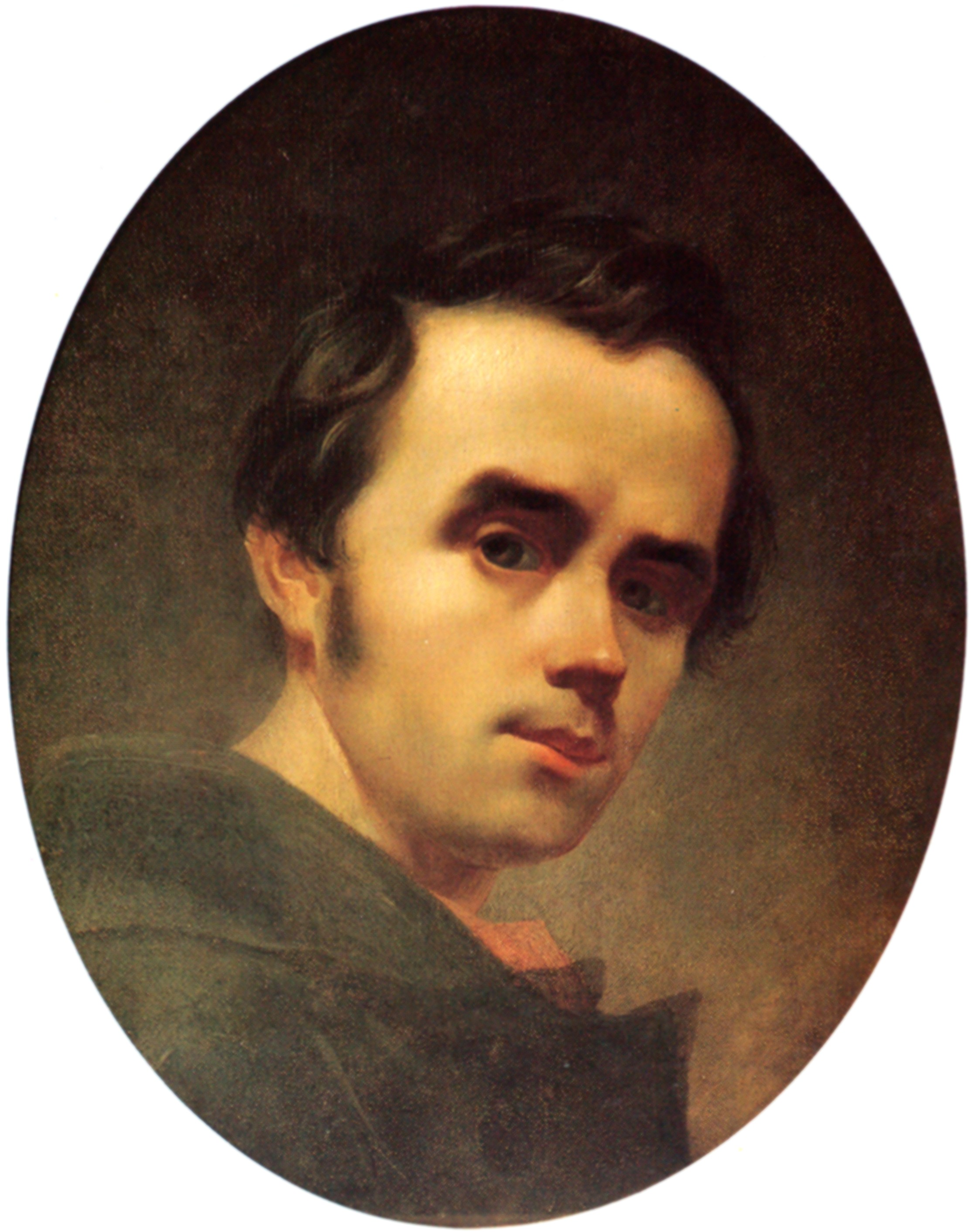
Önarckép, 1840
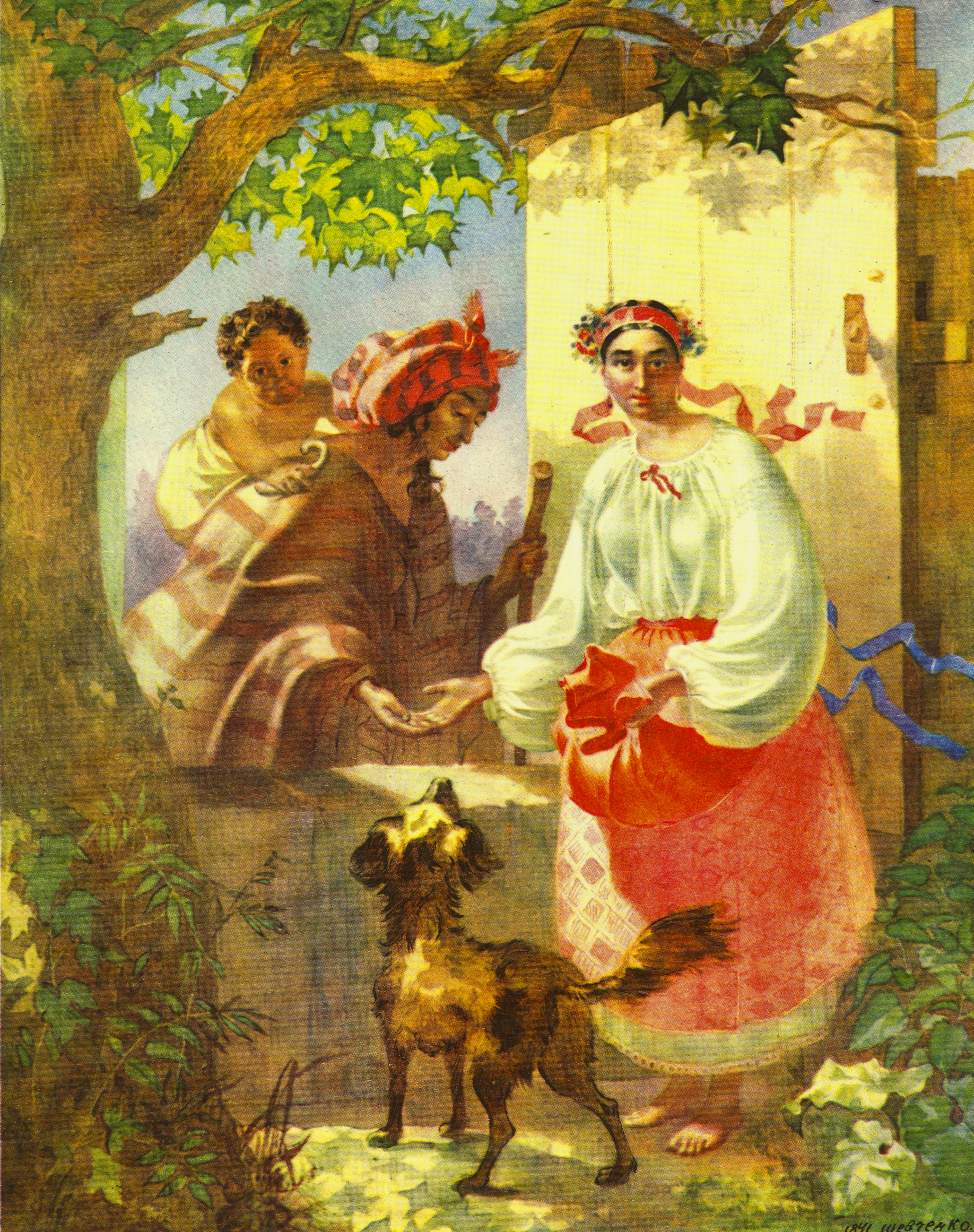
Cigány jósnő (1841)
- Katerina (1842)
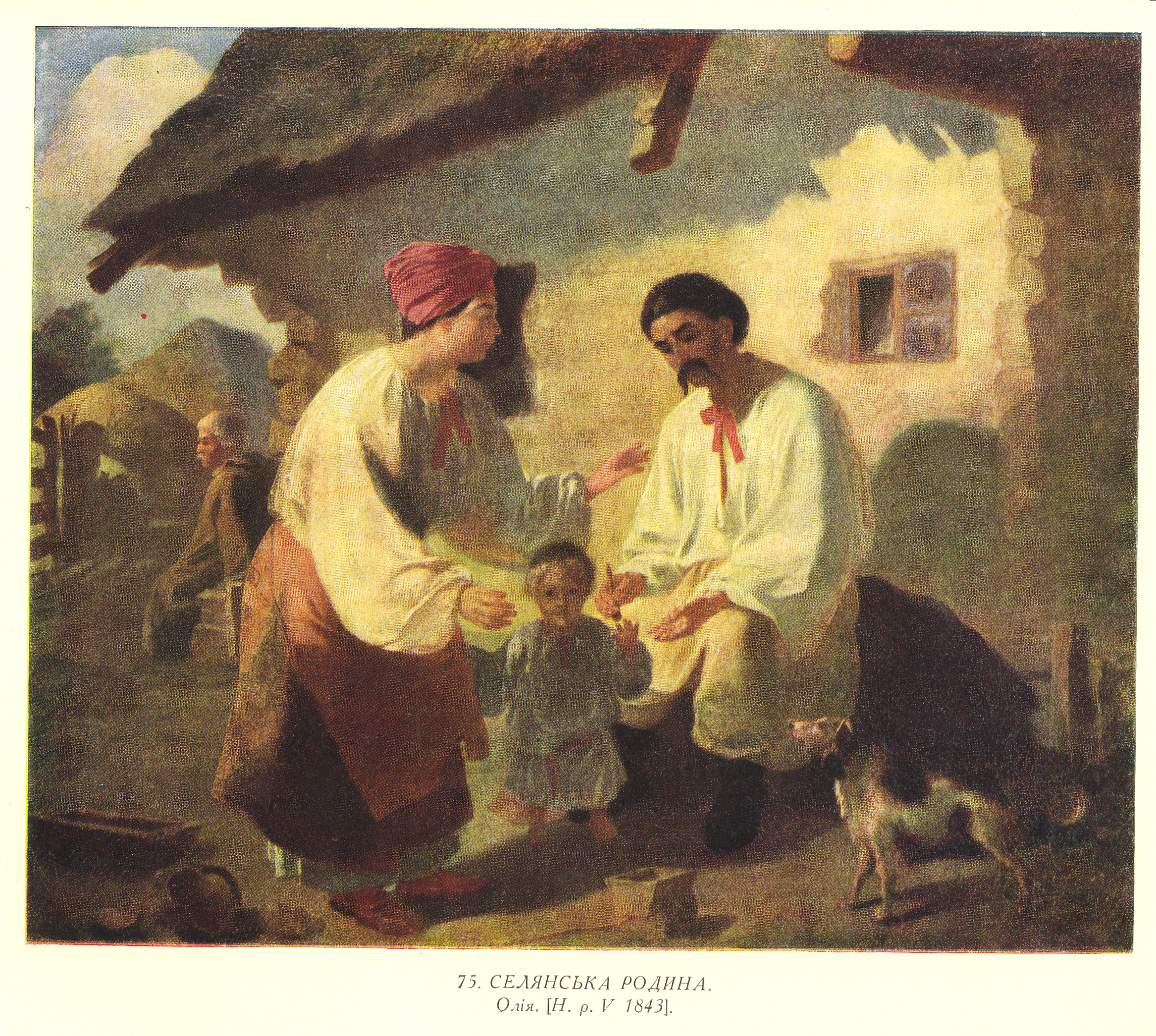
Falusi család (1843)
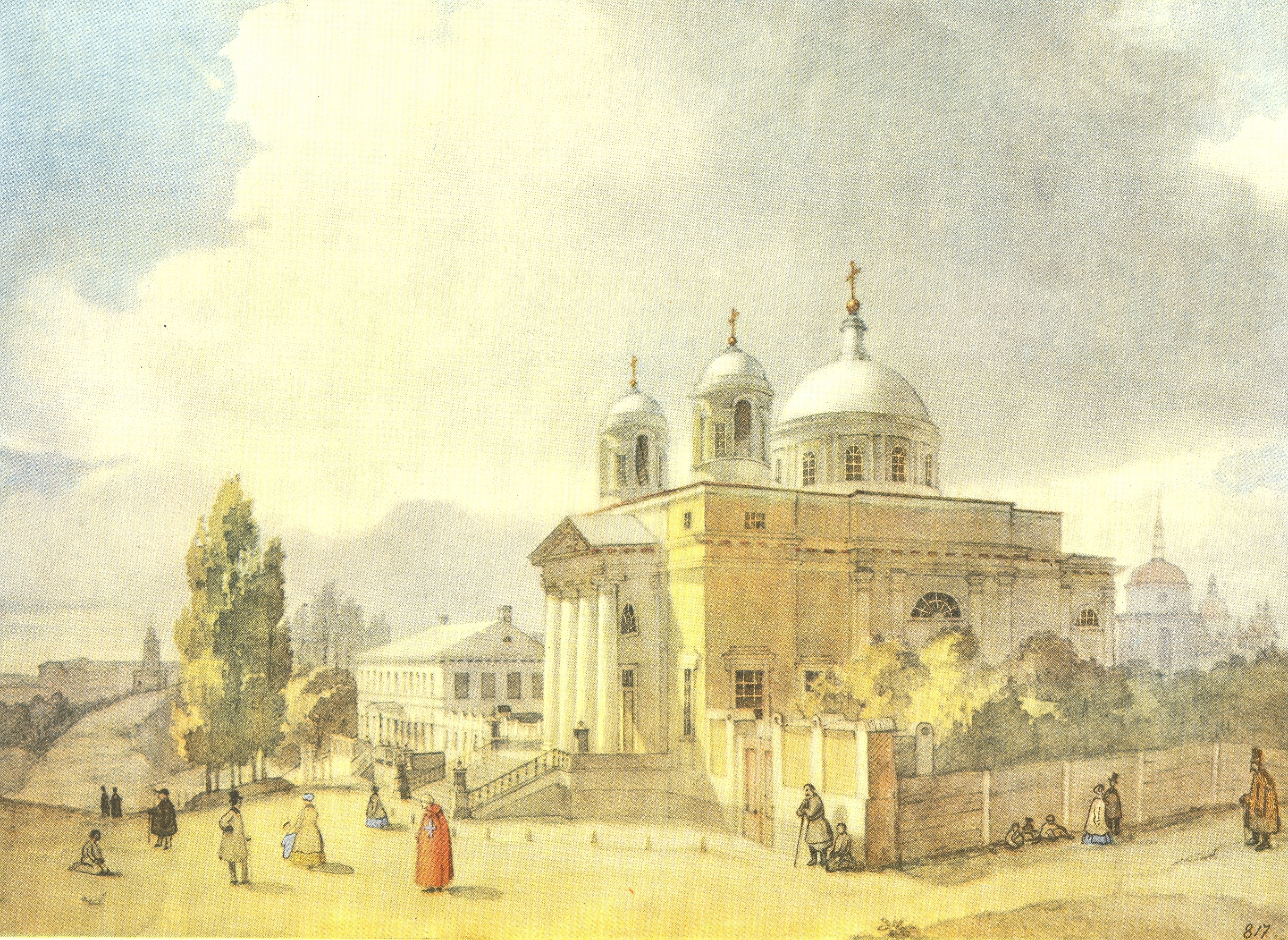
Sándor templom Kijevben, 1846
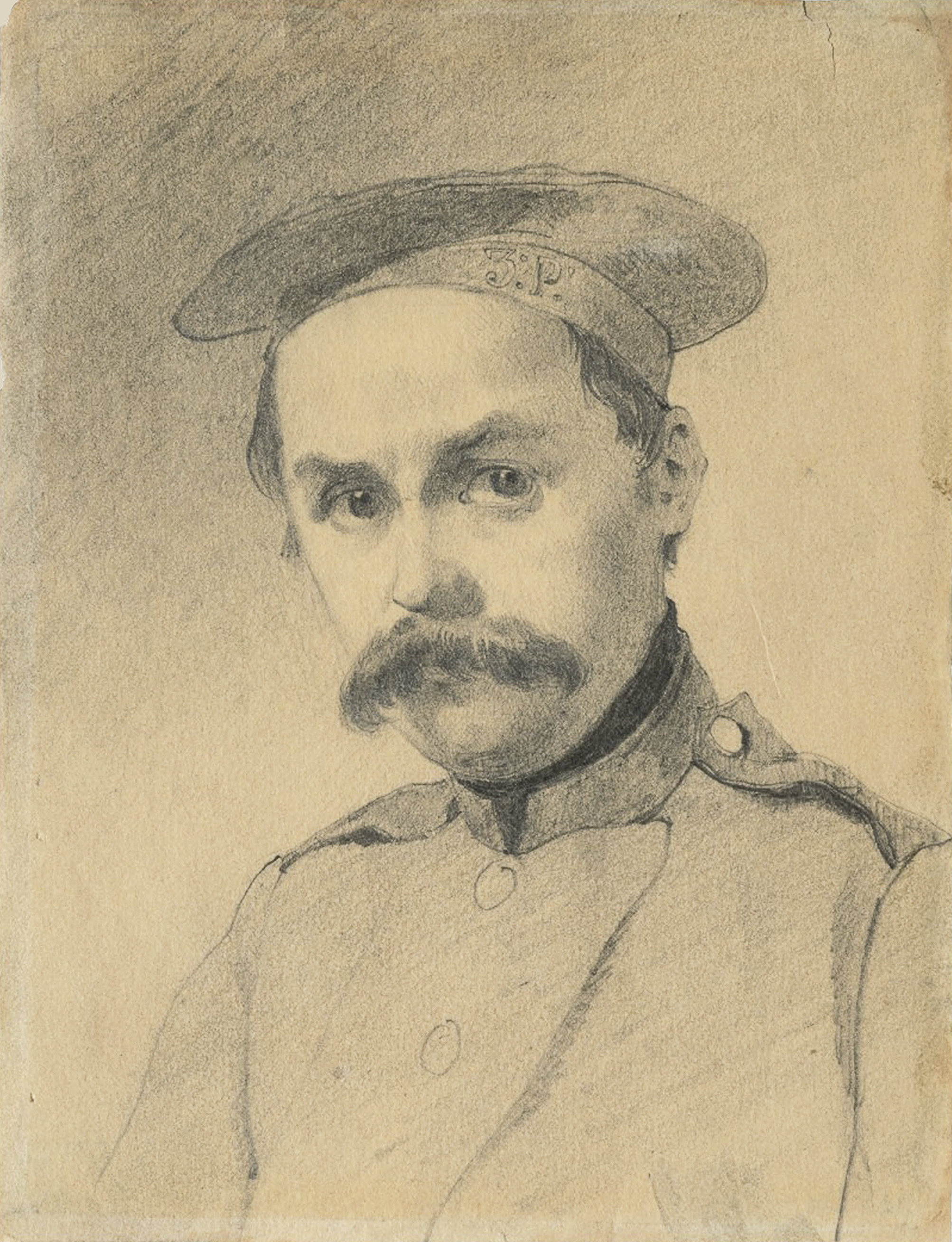
Önarckép katonaként
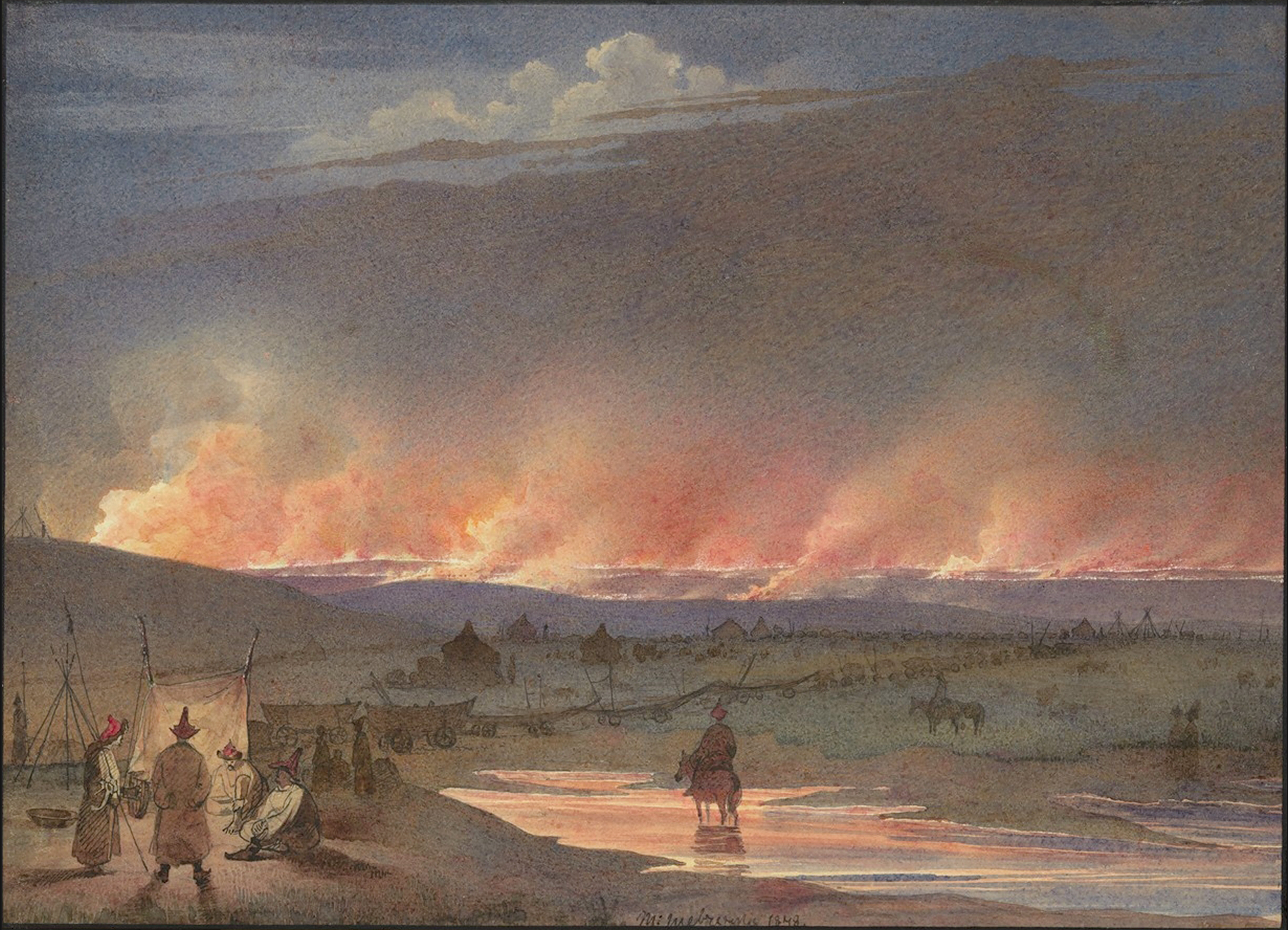
Sztyeppei tűz; akvarell, 1848
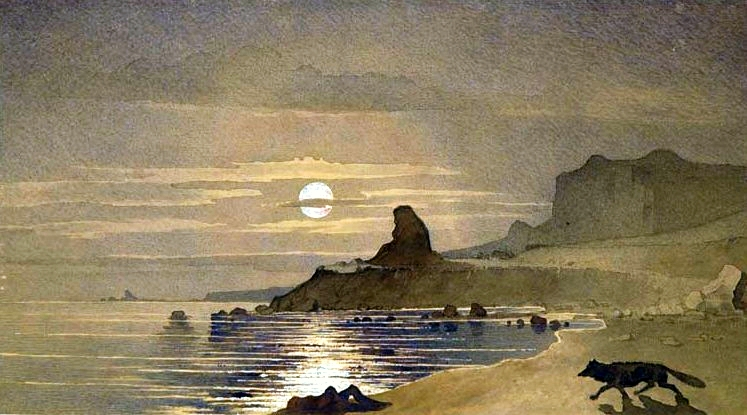
Kaszpi-tenger, 19. század 1. fele

- Festői Ukrajna rézkarcsorozat (1844)
- E. V. Kejkuatova portréja (1847)
- Kaszárnya c. sorozat[6]
- Tékozló fiú c. sorozat

## Képtár
- Fájl:Taras_Shevchenko_selfportrait_oil_1840.jpgÖnarckép, 1840
- Fájl:Gipsy_Fortune_Teller_by_Taras_Shevchenko.jpgCigány jósnő
- Fájl:Peasant_family_by_Taras_Shevchenko.jpgParasztcsalád, 1843
- Fájl:Taras_Shevchenko_painting_0143.jpgSándor templom Kijevben, 1846
- Fájl:1847_-_Taras_Shevchenko_-_Selfportrait_-_Orsk_-.jpgÖnarckép katonaként
- Fájl:1848_05_12_-_Fire_in_the_Kazakh_Steppe_-_cropped_-.jpgSztyeppei tűz; akvarell, 1848
- Fájl:Shevchenko_Caspian_Sea.jpgKaszpi-tenger, 19. század 1. fele